# スコット・トラヴィス
スコット・トラヴィス（Scott Travis、1961年9月6日 - ）は、アメリカ合衆国バージニア州ノーフォーク出身のドラマー。アメリカ合衆国のヘヴィメタルバンド、レーサーXと、イギリスのヘヴィメタル・バンド、ジューダス・プリーストとの兼任で有名である。

## 概要
1980年代前半は「Hampton Roads」と呼ばれる地元の地域で有名なドラマーだったが、その後カリフォルニア州へ活動の場を移し、幾つかのバンドを渡り歩き、レーサーXに加入、一躍有名になる。

1990年に、念願のジューダス・プリーストに加入。それまでドラマーの入れ替わりが多かったバンドだったが、ようやく現在まで落ち着いている。また、ジューダス・プリーストのヴォーカルであるロブ・ハルフォード自身のバンド「Fight」でもドラムを叩いており、ロブからの信頼も厚い。ちなみに、ロブが1993年にジューダス・プリーストから脱退した際に、アメリカからのティム・オーウェンズの加入にもアメリカ人同士で携わった。1999年にレーサーXが再結成した際にも、ジューダス・プリーストと掛け持ちで参加。
2023年にはリッチー・フォークナー（ギター、ジューダス・プリースト）、ロニー・ロメロ（ボーカル、マイケル・シェンカー・グループ / レインボー）、レックス・ブラウン（ベース、パンテラ）と「エレガント・ウェポンズ (Elegant Weapons)」を結成し、アルバム『Horns for a Halo』を発表した。
また、右利きでも左利きでもドラムを叩ける、両利きのドラマーである。
身長は6フィート6インチ(約198cm)あり、ジューダス・プリーストのメンバーの中でも飛び抜けて大きい。

## その他
若い頃からジューダス・プリーストへの加入を夢見ていて、まだ10代の頃「地元のコンサートホールであるハンプトン・コロシアムの駐車場にドラムセットを組上げてプレイすれば、ツアー中のジューダス・プリーストのメンバーの目に留まるのでは」と本気で実行しようとしていた。また、まだ前任のデイヴ・ホーランドが在籍しているにもかかわらず、バック・ステージまで自分のドラムを録音したテープを渡そうともしたが、結局メンバーの目に留まる事はなかった。
しかし、1989年デイヴが脱退した事を聞いたレーサーXのジェフ・マーティン(ヴォーカル)は、ロブ・ハルフォードにスコットを推挙しオーディションを受ける事になり、念願のジューダス・プリーストに加入した。以前から、スコットの夢を知っていたジェフは、「誰がドラマーを探していると思う？」とスコットに電話したという。

## ディスコグラフィ

### Racer X
- Second Heat (1987)
- Extreme Volume Live (1988)
- Extreme Volume II Live (1992)
- Technical Difficulties (Racer X album)|Technical Difficulties (1999)
- Superheroes (Racer X album)|Superheroes (2000)
- Getting Heavier (album)|Getting Heavier (2002)

### Judas Priest
- ペインキラー - Painkiller (1990)
- ジャギュレイター - Jugulator (1997)
- '98 Live Meltdown (1998)
- デモリッション - Demolition (2001)
- Live in London (2003)
- エンジェル・オブ・レトリビューション - Angel of Retribution (2005)
- Rising in the East (2005)
- ノストラダムス - Nostradamus (2008)
- A Touch of Evil: Live (2009)
- British Steel (Live DVD on remastered version)(2010)
- 贖罪の化身 - Redeemer of Souls (2014)
- バトル・クライ～進撃の咆哮 - Battle Cry (2016)
- ファイアーパワー - Firepower (2018)

### Fight
- War of Words (Fight album)|War of Words (1993)
- A Small Deadly Space (1995)
- Mutations (Fight album)|Mutations (half live and half studio remixes from first album, 1994)

### Elegant Weapons
- Horns for a Halo (2023)